# Jan
Jan är ett mansnamn med tyskt ursprung som använts i Sverige sedan 1600-talet. Namnet var från början en kortform av Johannes. På 1940-talet var namnet ett modenamn, vilket gör att det är ovanligt bland dagens barn. Trenden är dock sakta uppåtgående. Namnet används ofta i dubbelnamn som Jan-Erik, Jan-Olof eller Jan-Ove. Personer som heter Jan kan även kallas Janne.
Janne används som tilltalsnamn i Finland, vilket är en motsvarighet till det svenska alternativet Jan.
Som auktorsförkortning syftar Jan och alternativet Jania på Georges Jan.
Den 31 december 2005 fanns det totalt 134 479 personer i Sverige med namnet Jan, varav 68 309 med det som tilltalsnamn. År 2003 fick 601 pojkar namnet, varav 18 fick det som tilltalsnamn.
Namnsdag: i Sverige 11 januari, (1986-1992: 20 september, 1993-2000: 24 juni). I den finlandssvenska namnsdagslängden har Jan namnsdag 24 juni sedan 1950. Från 2015 finns också parallellformen Janne i den finlandssvenska namnsdagskalendern.

## Personer med namnet Jan
- Janne Ahonen, finländsk backhoppare
- Jan Allan, svensk kompositör och trumpetist
- Jan Andersson, svensk fotbollstränare
- Jan Bergquist, svensk dramatiker, regissör, skådespelare
- Jan Bergqvist, svensk riksdagsledamot (S)
- Jan Bernadotte, svensk greve
- Jan Björklund, svensk politiker, partiordförande (Fp)
- Jan Blomberg, svensk skådespelare
- Jan Boklöv, svensk backhoppare
- Jan Bonnevier, svensk journalist och ämbetsman
- Jan Carlsson, svensk musiker och skådespelare
- Jan Carlstedt, svensk tonsättare
- Jan Carlzon, svensk finansman
- Jan Dahlgren, svensk höjdhoppare
- Jan Eliasson, svensk politiker (S), f.d. statsråd, vice generalsekreterare i FN
- Jan Eyron, svensk pianist och dirigent
- Jan Fridegård, svensk författare
- Jan-Erik Garland, svensk sportjournalist och tecknare ("Rit-Ola")
- Carl Jan Granqvist, svensk krögare, vinkännare
- Jan Guillou, svensk författare
- Jan Hagelbrand, svensk hinderlöpare
- Jan Halvarsson, svensk längdskidåkare
- Jan Hedh, svensk bagare och konditor
- Jan Åke Hillerud, svensk kördirigent och musikpedagog
- Janne Holmén, finländsk maratonlöpare
- Jan Hus, tjeckisk reformator
- Janne Jingryd, svensk TV-journalist och programledare
- Jan Johansen, svensk artist
- Jan Johansson, svensk jazzpianist
- Janne Josefsson, svensk radio- och tv-journalist
- Jan Jönsson, svensk tävlingsryttare, OS-brons i fälttävlan 1972
- Jan O. Jansson, alias Naken-Janne, dokusåpaprofil
- Jan O. Karlsson, svensk politiker (S), f.d. statsråd
- Janne Karlsson, svensk bottare, OS-silver och OS-brons 1972
- Jan Kodeš, tjeckoslovakisk tennisspelare
- Jan Koldenius, svensk skådespelare
- Jan Koller, tjeckisk fotbollsspelare
- Janne Landegren, svensk sångare
- Jan de Laval, svensk skådespelare
- Jan Lindblad, svensk naturfilmare
- Jan Ling, svensk professor i musikvetenskap, universitetsrektor
- Janne Lucas, svensk pianist och sångare
- Janne Lundblad, svensk dressyrryttare, OS-guld 1920
- Jan-Erik Lundqvist, svensk tennisspelare
- Jan Lööf, svensk tecknare och barnboksförfattare
- Jan Malmsjö, svensk skådespelare och sångare
- Jan Masaryk, tjeckoslovakisk politiker, utrikesminister 1940-1948
- Jan Modin, svensk skådespelare och författare
- Jan Myrdal, svensk författare
- Jan Mybrand, svensk skådespelare
- Janne Möller, svensk fotbollsmålvakt
- Jan S. Nilsson, svensk professor i matematisk fysik, universitetsrektor
- Jan Nygren, svensk politiker (S)
- Jan Nygren, svensk skådespelare
- Jan Ohlsson, svensk barnskådespelare (känd som "Emil" i filmerna om Emil i Lönneberga)
- Jan Olsson, svensk fotbollsspelare
- Jan "Lill-Janne" Olsson, svensk fotbollsspelare
- Jan-Erik Olsson, svensk f.d. brottsling (bl.a. Norrmalmstorgsdramat)
- Jan Olof Olsson, ("Jolo"), svensk författare
- Jan Ottosson, svensk längdskidåkare
- Jan Palach, tjeckoslovakisk självbrännare
- Jan Pesman, nederländsk skridskoåkare
- Jan Rippe, svensk revyartist, medlem i Galenskaparna & After Shave
- Jan Sandquist, svensk TV-reporter
- Jan Sandström, svensk ishockeyspelare
- Jan Sandström, svensk tonsättare, professor
- Janne Schaffer, svensk gitarrist och kompositör
- Jan Sigurd, svensk författare, kompositör och pianist
- Jan Sjödin, svensk skådespelare
- Jan Smiding, svensk spjutkastare
- Jan Sparring, svensk sångare
- Janne Stefansson, svensk längdskidåkare
- Jan Stenborg, svensk företagare, musiker, författare
- Jan-Olof Strandberg, svensk skådespelare
- Jan-Öjvind Swahn, svensk folklorist och docent i etnologi
- Jan "Harpo" Svensson, svensk musiker
- Janne Svensson, svensk fotbollsspelare
- Jan P. Syse, norsk politiker (Høyre), statsminister 1989-1990
- Jahn Teigen, norsk sångare
- Jan Troell, svensk regissör
- Jan Erazim Vocel, tjeckisk författare
- Jan Waldekranz, svensk skådespelare
- Jan-Ove Waldner, svensk bordtennisspelare
- Jan-Erik Wikström, svensk förlagsman, politiker (L) och ämbetsman
- Jan Zelezný, tjeckisk friidrottare
- Jan Åström, svensk sångare

## Fiktiva personer med namnet Jan
- Jan Ersa, figur i dikten Jan Ersa och Per Persa av Gustaf Fröding
- Jan Långben
- Jan ("Janne"), fiktiv figur i Bert-serien, Berts farbror